# Skin and Bones (canción)
«Skin and Bones» es una canción de rock alternativo del grupo Foo Fighters. La canción en un principio apareció como un lado B del sencillo "DOA", del álbum In Your Honor lanzado en 2005. También aparece en el EP  Five Songs and a Cover lanzado el 5 de septiembre.
La versión acústica fue interpretada en el Teatro Pantages de Los Ángeles en agosto de 2006. Más tarde aparecería en el álbum en vivo  Skin and Bones. La pista en vivo también aparecería en el álbum recopilatorio Greatest Hits, lanzado en noviembre de 2009. Es la única canción que aparece en el álbum y en el DVD simultáneamente.
La composición musical y la letra escritas por Dave Grohl.